# Астури
Астурите (Astures: Asturs) са древен испано-келтски народ в Испания.
Населяват от 800 пр.н.е. Астурия и територията северно от Лeон. Около 25–19 пр.н.е. са подчинени ор римляните.